# Curtiss XP-62
Le Curtiss XP-62 était un prototype de chasseur monoplace de hautes performances lourdement armé construit par la Curtiss-Wright Corporation pour le compte de l'United States Army Air Corps

## Design et développement
Le cahier des charges de l'appareil, à la suite d'un appel d'offres du 29 avril 1941, prévoyait que le vol inaugural du prototype devait se dérouler 15 mois après la signature du contrat. Il devait pouvoir voler à près de 8 230 m (27 000 pieds) à une vitesse de 753 km/h. Il devait posséder un cockpit pressurisé. L'armement prévu était soit 8 canons de 20 mm ou 12 mitrailleuses de 12,7 mm, qui devaient être montés dans les ailes.
2 prototypes furent commandés, le premier désigné XP-62 et le deuxième XP-62A.
Le 2 août 1941, les spécifications pour le XP-62 furent revues : la vitesse de pointe tomba à 720 km/h et l'armement réduit à seulement 8 canons de 20 mm mais en augmentant sa masse en charge de 700 kg.
Durant un comité de pilotage du projet du 1er janvier 1942, les spécifications du contrat furent encore révisées : le poids avec armes devant être réduit, 4 canons furent retirés de même que le système de dégivrage de l'hélice.
Le 25 mai 1942, une commande de 100 P-62 fut passée. Mais avant, la production en masse des premières unités, le contrat fut annulé le 27 juillet 1942 en raison des commandes urgentes de Republic P-47 Thunderbolt construits par Curtiss.

## Essais
En raison des retards de livraison du turbocompresseur et des modifications annulées concernant le moteur, le premier vol du XP-62 n'arriva que le 21 juillet 1943. Le XP-62A fut annulé le 21 septembre 1943 et un nombre limité d'essais en vol furent conduits avec le XP-62. En raison de sa basse priorité, le projet avança lentement, le XP-62 fut finalement démoli en automne 1943. À cause des essais en vols insuffisants, le prototype ne donna jamais la pleine lumière sur ses performances maximales.

### Avions comparables
- Bell P-59 Airacomet
- Curtiss P-60
- Northrop P-61 Black Widow
- Bell P-63 Kingcobra
- North American P-64
- Grumman XP-65 (en)